# Народњачка коалиција (Србија)
Народњачка коалиција је бивша коалиција Демократске странке Србије и Нове Србије. Постојала је од 2007. до 2010. године. На парламентарним изборима 2007. ова коалиција је освојила 16,55% гласова и 47 посланичких места. До парламентарних избора 2008. године, део ове коалиције биле су и Јединствена Србија Драгана Марковића Палме и Српски демократски покрет обнове Верољуба Стевановића. Ове две странке изашле су из коалиције због неслагања у вези европских интеграција. На парламентарним изборима 2008. године ова коалиција се кандидовала као ДСС-Нова Србија-Др Војислав Коштуница. На изборима је освојила 11,62% гласова и 30 посланичких места у парламенту, од чега је 21 припао ДСС-у а 9 НС-у. Коалиција је распуштена 2010. године, када је Нова Србија прешла у коалицију са Српском напредном странком.